# Kirskålsmalmätare
Kirskålsmalmätare (Eupithecia selinata) är en fjärilsart som beskrevs av Gottlieb August Herrich-Schäffer 1861. Kirskålsmalmätare ingår i släktet Eupithecia och familjen mätare, Geometridae.Enligt den svenska rödlistan är arten missgynnad, NT, i Sverige. Arten förekommer sällsynt i Skåne, Uppland och på Gotland. Inga underarter finns listade i Catalogue of Life.

## Bildgalleri

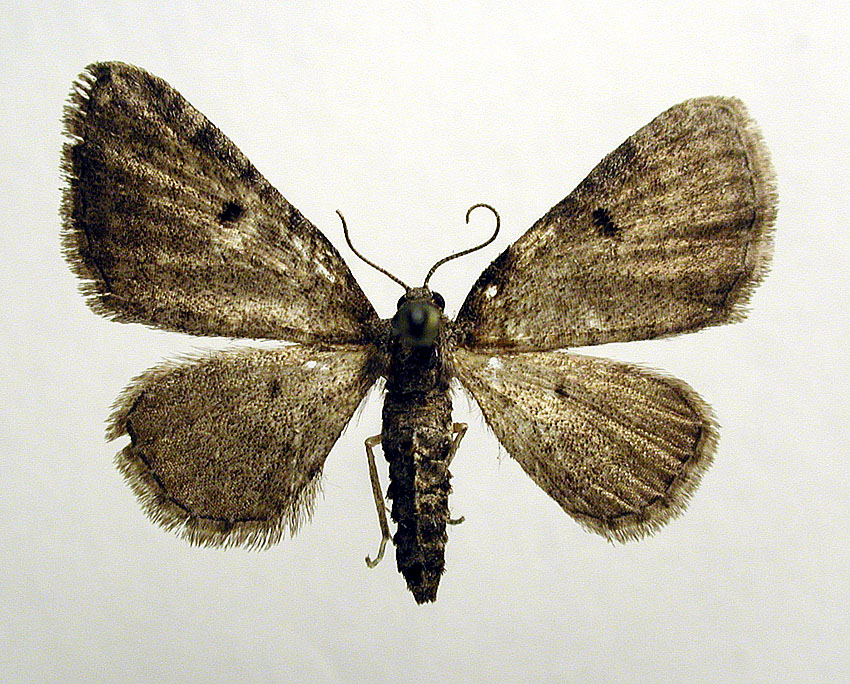